# Betalt med Taarer
Betalt med Taarer (originaltitel The Recoil) er en amerikansk stumfilm fra 1924 instrueret af T. Hayes Hunter.

## Medvirkende
- Mahlon Hamilton som Gordon Kent
- Betty Blythe som Norma Selbee
- Clive Brook som Marchmont
- Fred Paul som William Southern
- Ernest Hilliard som Jim Selbee